# باتريك بونيه
باتريك بونيه (بالفرنسية: Patrick Bonnet)‏ مواليد 6 سبتمبر 1957 في مونبلييه، هو دراج فرنسي سابق.

## روابط خارجية
- باتريك بونيه على موقع أرشيف الدراجات (الإنجليزية)
- باتريك بونيه على موقع إحصائيات الدراجات الإحترافية (الإنجليزية)
- باتريك بونيه على موقع CycleBase (الإنجليزية)